# Кодекс Єфрема

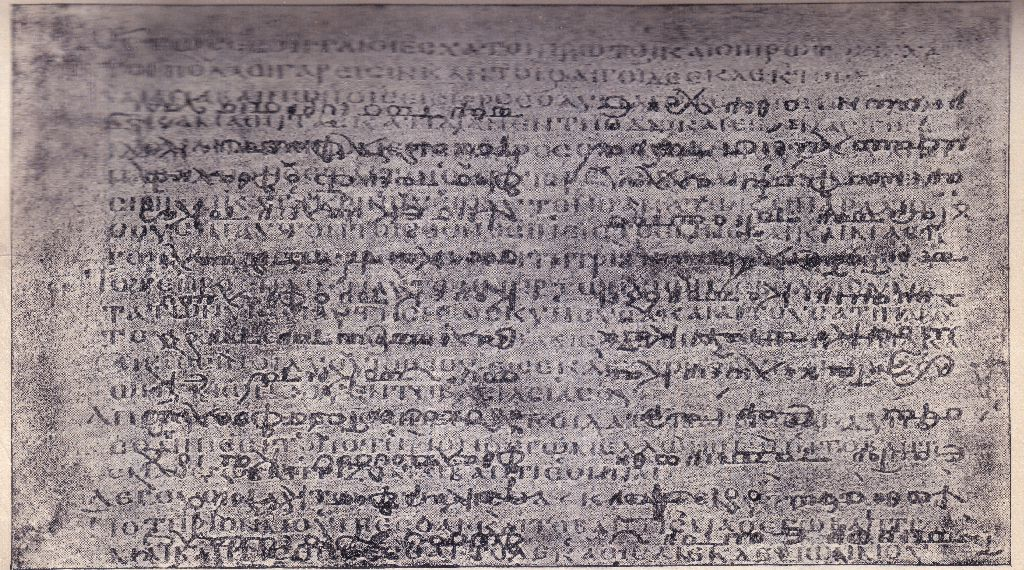
Сторінка кодекса

Кодекс Єфрема (Codex Ephraemi Rescriptus), умовне позначення C, або 04) — один з найстаріших та найголовніших рукописів Нового Заповіту, написаний давньогрецькою мовою (діалект Койне), датується початком V століття. Це палімпсест. У XV столітті на витертому місці Нового Завіту були написані твори Єфрема Сиріна.
Кодекс Єфрема написаний на тонкому пергаменті, 33 см на 27 см. Грецький текст рукопису відбиває Александрійський тип тексту, II категорія Аланда.
З цього часу кодекс перебуває в Французькій національній бібліотеці (Gr. 9) у Парижі.